# Peter Ferdinando
Peter Ferdinando es un actor de carácter británico, conocido por sus variadas actuaciones.
Ha colaborado extensamente con el director y su primo Gerard Johnson, interpretando el papel principal en la aclamada por la crítica Tony y el papel principal en su película más reciente juntos, la galardonada Hyena.
Interpretó al Rey Pin Spencer en el drama carcelario Starred Up de David Mackenzie.
También colabora regularmente con el cineasta británico Ben Wheatley, habiendo interpretado a Jacob en A Field in England, The Half-Face Man en "Respira hondo", el primer episodio de la serie 8 de Doctor Who, y Paul en High-Rise.
Su trabajo más reciente incluye Tommy's Honor con Peter Mullan, dirigida por Jason Connery, Ghost in the Shell, con Scarlett Johansson y Juliet Binoche, dirigida por Rupert Sanders, y King Arthur: Legend of the Sword de Guy Ritchie, con Jude Law. En 2017, protagonizó el debut como director de cine experimental en vivo de Woody Harrelson, Lost In London, junto a Owen Wilson, Willie Nelson y Woody Harrelson.
Peter vive en Londres. También es primo de Matt Johnson, un cantautor inglés más conocido como el vocalista y único miembro constante de su banda, The The.

## Filmografía

### Películas[1]
| Año  | Título                            | Papel              | Notas |
| ---- | --------------------------------- | ------------------ | --- |
| 1992 | Soft Top Hard Shoulder            | Joven sin hogar    | |
| 1997 | Face                              | Policía            | |
| 1998 | Titanic Town                      | Soldado            | |
| 2001 | Bodywork                          | Alex Gordon        | |
| 2004 | Mug                               | Mug                | |
| 2005 | Tony                              | Tony               | |
| 2009 | Tony                              | Tony Benson        | |
| 2012 | Snow White & the Huntsman         | El caballero negro | |
| 2013 | A Field in England                | Jacob              | |
| 2013 | Starred Up                        | Dennis Spencer     | |
| 2014 | 300: Rise of an Empire            | Embajador griego   | |
| 2014 | Hyena                             | Michael            | En el Les Arcs European Cinema Festival de 2014, Ferdinando ganó el premio Métronews al mejor actor por su interpretación. |
| 2016 | Rascacielos                       | Cosgrove           | |
| 2016 | Tommy's Honour                    | Molesworth         | |
| 2017 | Ghost in the Shell                | Cutter             | |
| 2017 | King Arthur: Legend of the Sword  | Conde de Mercia    | |
| 2018 | Blue Iguana                       | Deacon Bradshaw    | |
| 2018 | Vita and Virginia                 | Leonard Woolf      | |
| 2020 | Archive                           | Sr. Stagg          | |
| 2023 | Operation Fortune: Ruse de Guerre | Mike               | |

### Televisión
| Año        | Título                   | Papel            | Notas                               |
| ---------- | ------------------------ | ---------------- | ----------------------------------- |
| 1989–2000  | The Bill                 | Varios           | 7 episodios                         |
| 1989, 1994 | London's Burning         | Steve / Joven    | 2 episodios                         |
| 1990       | Screenplay               | Vincent Maguire  | Episodio: "A Safe House"            |
| 1990       | Close to Home            | Michael          | Episodio: "Council of War"          |
| 1992       | Between the Lines        | Vernon Brandell  | Episodio: "Out of the Game"         |
| 1993       | Frank Stubbs             | Compañero de Lee | Episodio: "Wheels"                  |
| 1993       | Casualty                 | Policía          | Episodio: "Riders on the Storm"     |
| 1993       | If You See God, Tell Him | Joven 1          | Miniserie; 1 episodio               |
| 1996       | Soldier Soldier          | Para 2           | Episodio: "Money for Nothing"       |
| 1999       | Butterfly Collectors     | Park Copper      | Serie de 2 partes                   |
| 2002       | Family Affairs           | Michael Lacey    | 3 episodios                         |
| 2002       | My Family                | Gareth           | Episodio: "The Mummy Returns"       |
| 2006       | Hustle                   | Flash Git        | Episodio: "The Henderson Challenge" |
| 2006       | The Only Boy for Me      | Bob              | Película de televisión              |
| 2007       | HolbyBlue                | Steven Price     | 2 episodios                         |
| 2011       | Injustice                | John Slater      | 2 episodios                         |
| 2013       | Ripper Street            | Peter Morris     | Episodio: "Tournament of Shadows"   |
| 2013       | The Mimic                | Jesse            | 3 episodios                         |
| 2014       | Doctor Who               | Half-Face Man    | Episode: "Respira hondo"            |
| 2015       | Safe House               | Michael          | 4 episodios                         |
| 2019       | Hanna                    | Lukas            | Episodio: "City"                    |
| 2020       | Carta al rey             | Jaro             | 6 episodios                         |